# خوزپ ستولز
خوزپ ستولز (انگلیسی: Josep Setvalls؛ زادهٔ ۲۰ اوت ۱۹۷۴) بازیکن فوتبال اهل اسپانیا است.
از باشگاه‌هایی که در آن بازی کرده‌است می‌توان به باشگاه فوتبال لوانته، باشگاه فوتبال بارسلونا، و باشگاه فوتبال رئال مورسیا اشاره کرد.